# Drosophila longipalpus
Drosophila longipalpus är en tvåvingeart som beskrevs av Karl N. Magnacca och O'grady 2008. Drosophila longipalpus ingår i släktet Drosophila och familjen daggflugor.
Artens utbredningsområde är Hawaii.